# Zamek książąt mazowieckich w Czersku
Zamek książąt mazowieckich w Czersku – zabytkowy zamek w miejscowości Czersk (woj. mazowieckie).
Gotycki zamek zbudowany na przełomie XIV i XV wieku  w pobliżu Góry Kalwarii.

## Historia
W XI w. w miejscu dzisiejszego zamku istniał drewniano ziemny gród o konstrukcji izbicowej, który został zbudowany w czasach panowań Bolesława Śmiałego lub Władysława Hermana. Gród ten był głównym ośrodkiem administracyjnym księstwa czerskiego. W 1224 wymieniono w źródłach kasztelana czerskiego Piotra Pilcha. 27 kwietnia 1245 biskup poznański Bogufał II, w obecności Konrada II i jego synów, konsekrował zbudowany na dziedzińcu drewniany kościół św. Piotra. W 1229 książę Konrad mazowiecki uwięził na terenie grodu księcia Henryka Brodatego. Wypuścił go w tym samym roku po interwencji przybyłej ze Śląska księżnej Jadwigi i po zgodzie Henryka na zrzeczenie się roszczeń do Małopolski. W 1239 Konrad uwięził w grodzie Bolesława Wstydliwego. Przed 1406 zbudowano w grodzie murowany niewielki kolegiacki kościół św. Piotra z wykwintną dekoracją. Z 1350 pochodzi wzmianka z dokumentu księcia Kazimierza I Trojdenowicza o obowiązku wsi biskupich do budowy izbic na grodzie czerskim uszkodzonych podczas najazdu Litwinów. W XIV w. książę mazowiecki Janusz I rozkazał w miejscu przestarzałego grodu zbudować ceglany zamek, który powstał w latach 1388–1410. Była to jedna z najważniejszych rezydencji księcia Janusza I, który zmarł na tym zamku 8 grudnia 1429.
Gdy tereny te zostały przyłączone do Królestwa Polskiego w 1526, zamek stał się własnością królewską. W tym też okresie nadbudowano cylindryczne wieże. Od 1547 zamek podlegał królowej Bonie, która nakazała wymianę drewnianej zabudowy dziedzińca na murowaną. Powstały wtedy: tzw. rezydencja Bony, czyli pałac o wymiarach 10 x 30 metrów, zwany dworem Feliksa Parysa lub Wielkim Domem, wzmiankowana w 1549 roku, a także Dom południowy. Na stokach wzgórza założono sady, ogrody i winnice.
W czasie Potopu szwedzkiego, w 1656 roku, zamek w Czersku doznał bardzo poważnego uszczerbku. Wojska szwedzkie po doznaniu klęski od Stefana Czarnieckiego pod Warką, wycofując się, opanowały zamek i poważnie go zdewastowały. 
W latach 1762–1766 starosta czerski marszałek wielki koronny Franciszek Bieliński podjął próbę remontu zamku (wtedy powstał most przez fosę) w celu umieszczenia w nim sądu grodzkiego i ziemskiego z archiwum. Jednak po III rozbiorze Polski i objęciu Czerska przez Prusaków mury zostały częściowo zburzone. Od tego czasu zamek jest zrujnowany. W latach 1907–1911 Towarzystwo Opieki nad Zabytkami Przeszłości sfinansowało pierwsze prace konserwatorskie przeprowadzone przez Kazimierza Skórewicza. W 1915 podczas I wojny światowej zamek został uszkodzony podczas walk niemiecko-rosyjskich. W 1927 podjęto badania, dzięki którym odkryto fundamenty kościoła św. Piotra.
Obecnie zamek udostępniony jest zwiedzającym.

## Architektura
Zamek zbudowano na planie nieregularnym wyznaczonym przez obwód wałów wcześniej istniejącego w jego miejscu grodu ziemnego. 
Brama wjazdowa do zamku została zlokalizowana w monumentalnej 22-metrowej wieży gotyckiej zbudowanej na planie czworoboku. W wieży tej mieściła się komnata burgrabiego. Dolna część przejazdu bramnego została obniżona w XVIII w. w celu ułatwienia wjazdu przez nowy murowany most.
Dwie wieże cylindryczne w czasach książąt mazowieckich miały wysokość murów obwodowych. Wieże te po przyłączeniu ziemi czerskiej do Korony w 1526 roku nadbudowano do dzisiejszej wysokości pomiędzy latami 1526 a 1547. Wieża południowo-zachodnia o wysokości 24 metrów miała wejście prowadzące z murów, a w jej przyziemiu znajdowała się cela więzienna. Wieża zachodnia była dostępna z dziedzińca. 
W obrębie dziedzińca znajdowały się dwa murowane budynki. Mniejszy podłużny przylegał do muru od strony Wisły i miał jedynie dwa pomieszczenia. Drugi większy na prawo od bramy zbudowano w XIV wieku jeszcze w czasach funkcjonowania grodu, a następnie został rozbudowany na pałac o wymiarach 10 x 30 metrów w czasach, gdy Czersk pełnił rolę ośrodka dóbr owdowiałej królowej Bony Sforzy.
Do dzisiaj zachowane są większość murów zamku oraz wszystkie trzy wieże (Brama, Południowa i Zachodnia), z których można podziwiać panoramę okolicy. W obrębie murów znajdują się fundamenty kościoła zamkowego pod wezwaniem św. Piotra. Murowana zabudowa z XVI w. nie zachowała się.

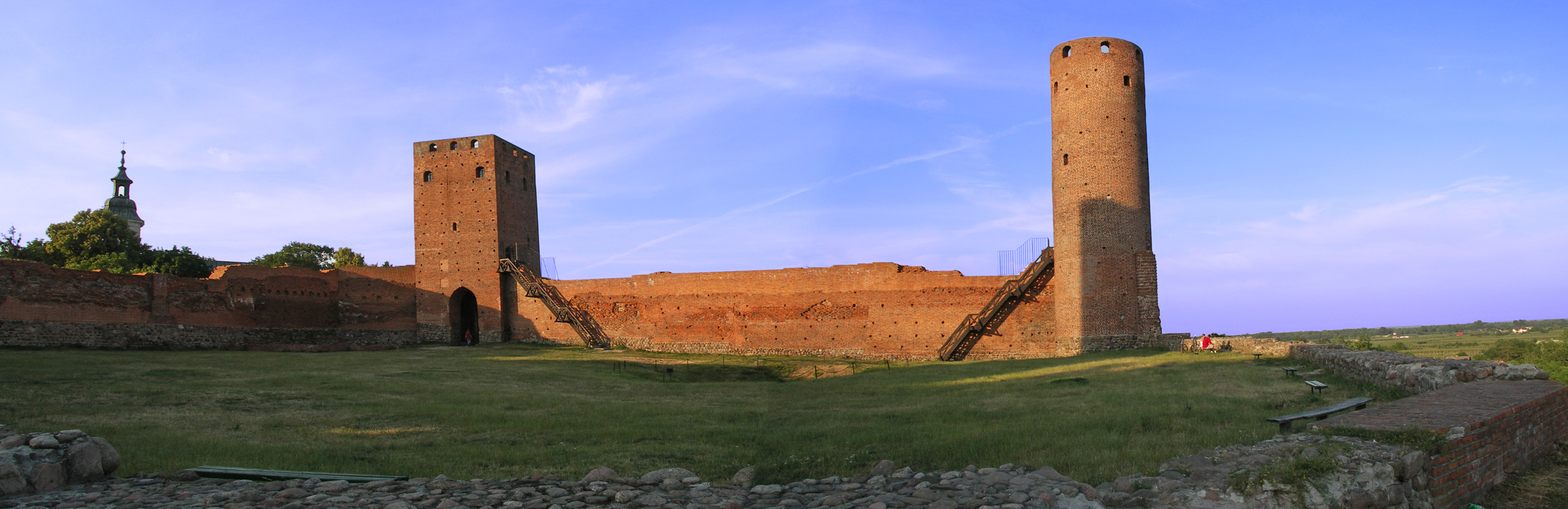
Panorama zamku

## Zamek w kulturze
W latach 70. XX w. w otoczeniu zamku zespół Skaldowie z Łucją Prus nagrał teledysk do piosenki W żółtych płomieniach liści.

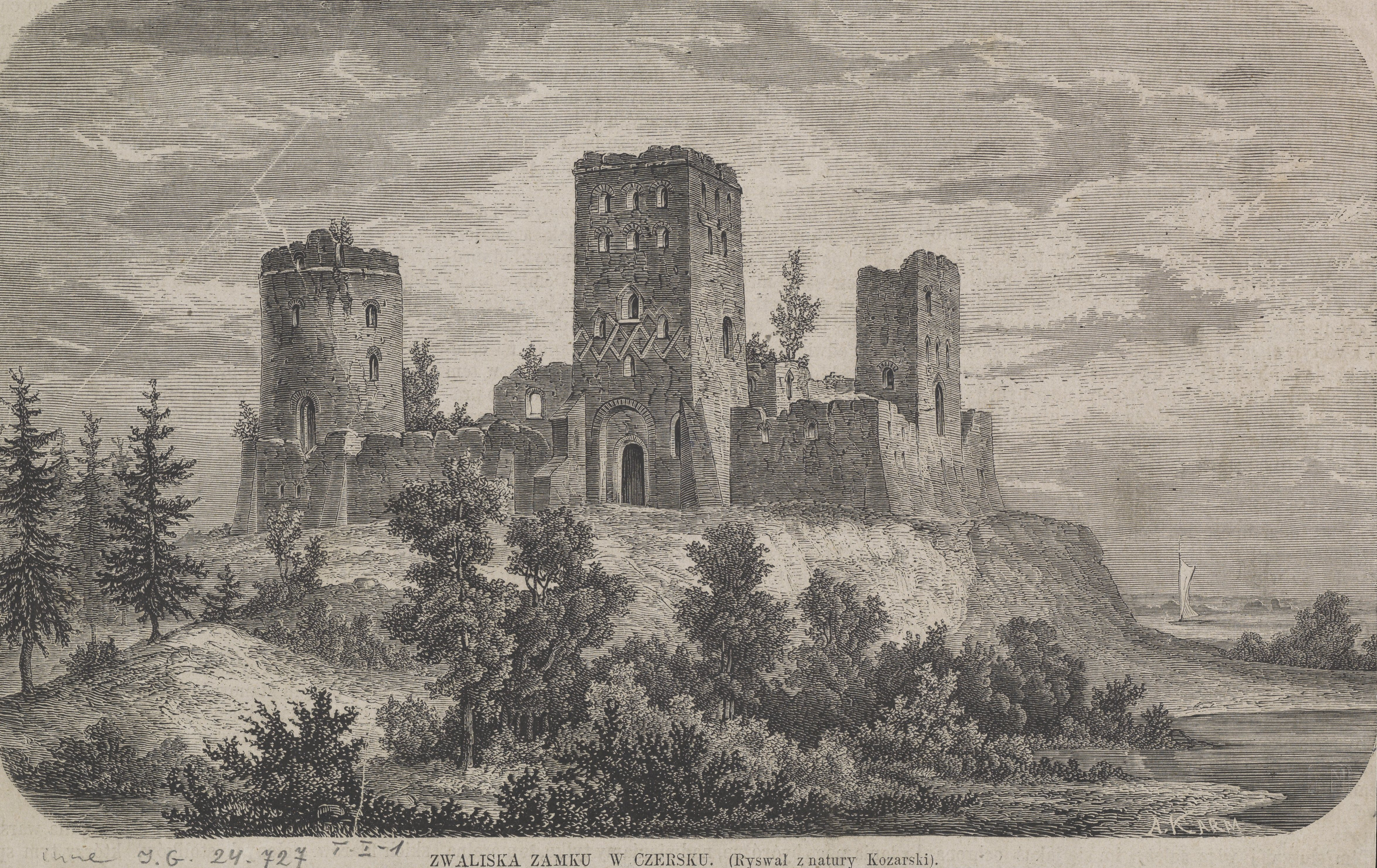
Ruiny zamku, grafika z XIX w.
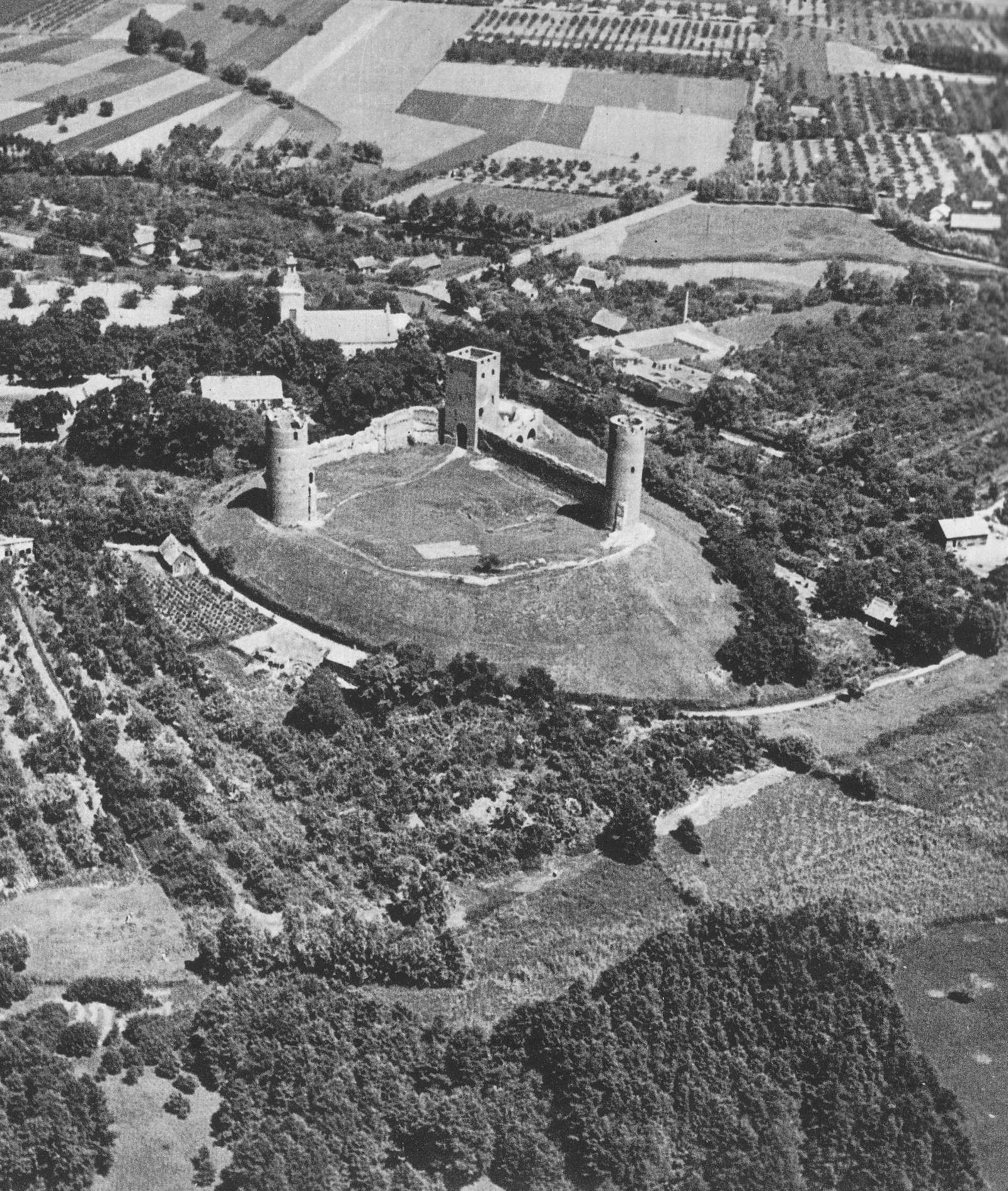
Zamek i otoczenie, początek lat 60. XX w.
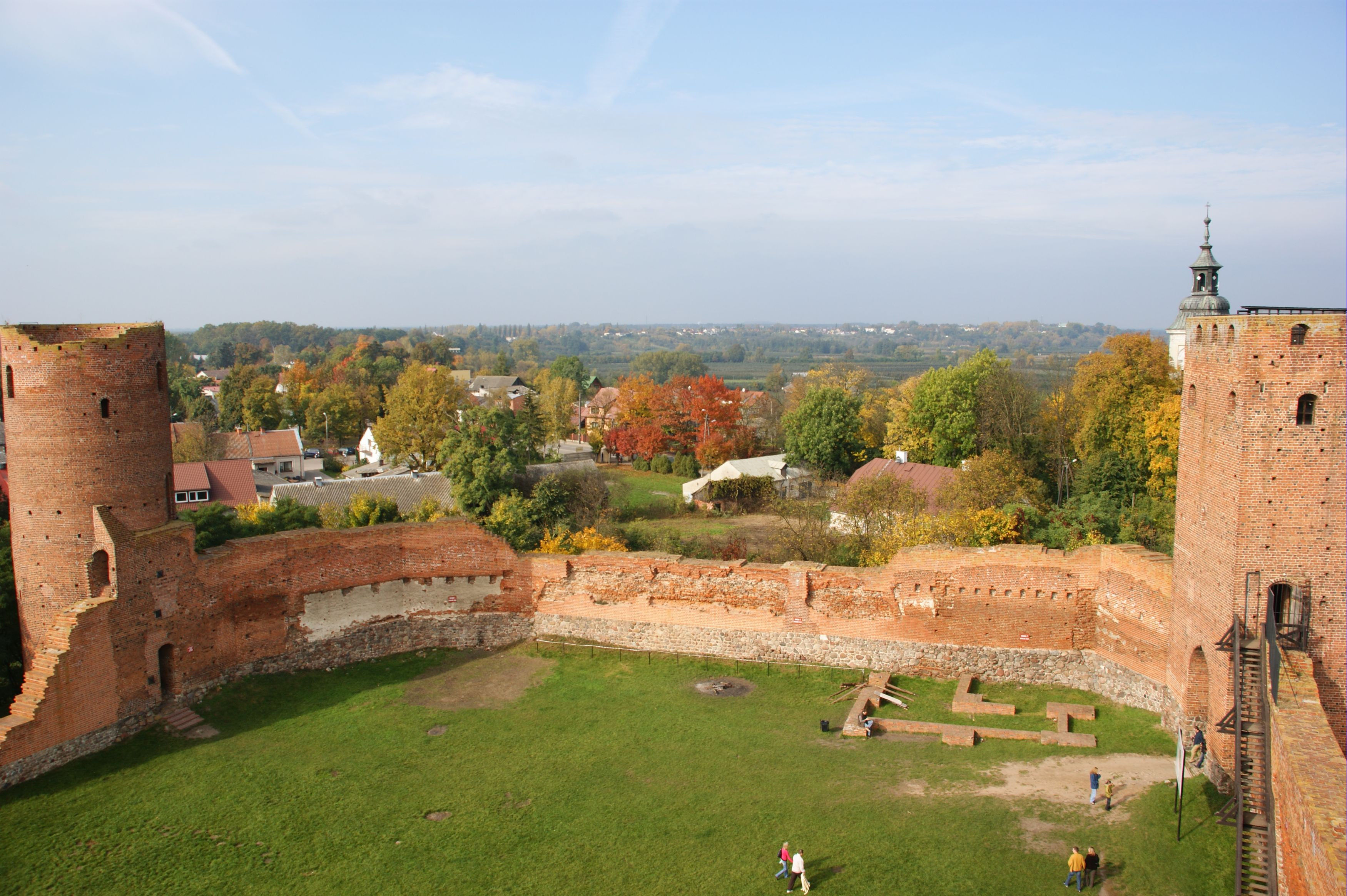
Dziedziniec zamkowy
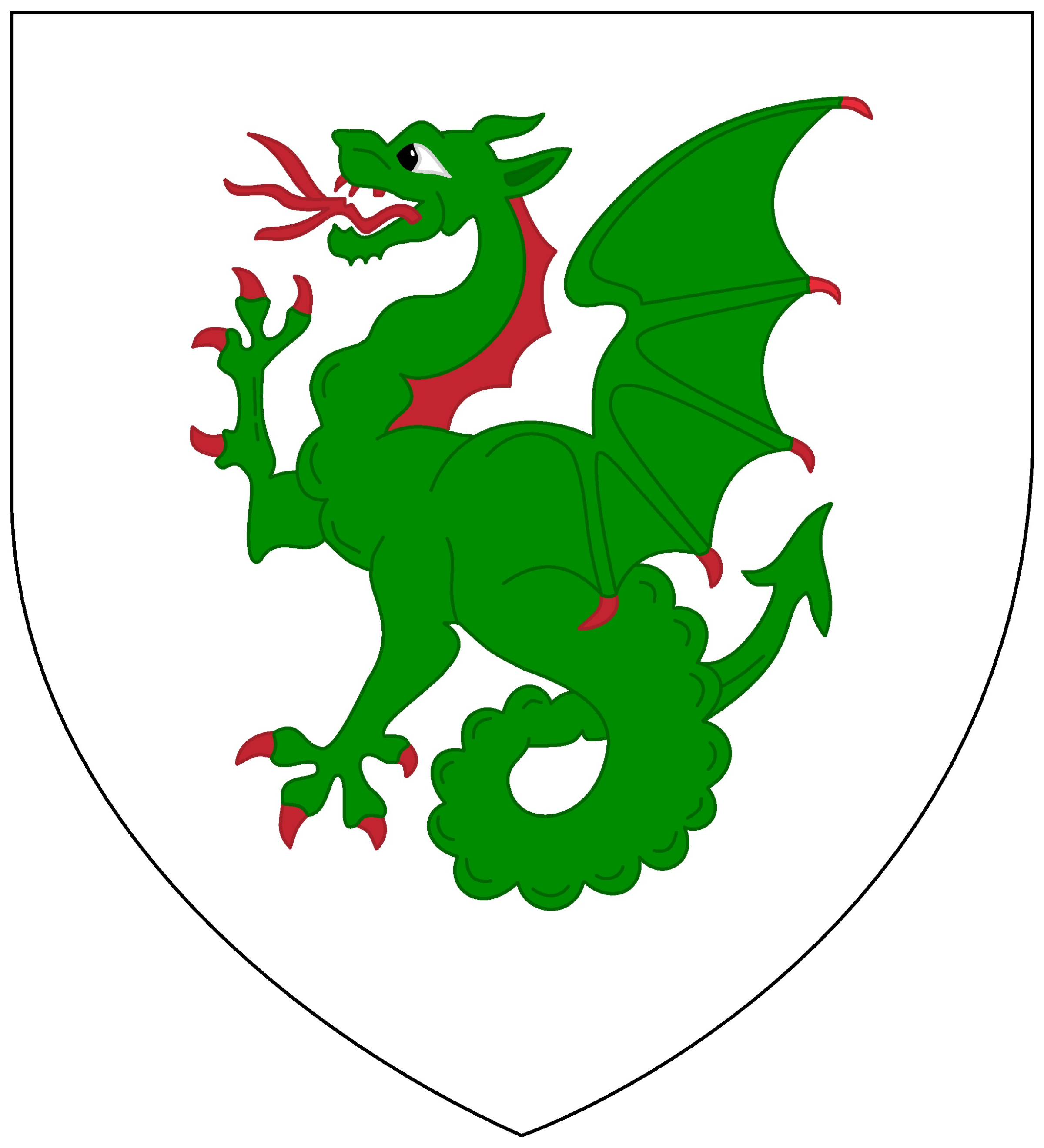
Herb ziemi czerskiej